# Paulo José Pereira de Almeida Torres
Paulo José Pereira de Almeida Torres (1816 — 1887) foi um político brasileiro.
Foi presidente da província do Rio de Janeiro por duas vezes, de 20 de abril a 24 de abril de 1880 e de 13 de dezembro de 1881 a 16 de março de 1882.